# Esther M. Conwell
Esther Marley Conwell, née le 23 mai 1922 à New York et décédé le 16 novembre 2014 à Rochester (État de New York), est une chimiste et physicienne américaine. Elle a étudié les propriétés des semi-conducteurs et des conducteurs organiques, en particulier le transport d'électrons. Elle est surtout connue pour la théorie de Conwell-Weisskopf qui explique comment les électrons voyagent à travers les semi-conducteurs, une découverte qui a contribué à révolutionner l'informatique moderne,,. 

## Formation
En 1942, Conwell obtient un BA en physique du Brooklyn College. Elle termine sa maîtrise en physique à l'Université de Rochester en 1945 avec Victor Weisskopf. Conwell collabore avec Karl Lark-Horovitz et Vivian Johnson à l'Université Purdue sur la physique des semi-conducteurs au silicium et au germanium. Le contenu de ses masters a été classé secret puis déclassifiés en 1945. Le sujet de sa maîtrise est la théorie de Conwell-Weisskopf,. Conwell reçoit son doctorat en physique de l'Université de Chicago en 1948, sous la direction du lauréat du prix Nobel Subrahmanyan Chandrasekhar à l'Observatoire Yerkes ou elle est également assistante d'Enrico Fermi. Elle est assistante d'enseignement à Chicago et évalue le travail des lauréats du prix Nobel tels que Chen-Ning Yang et Owen Chamberlain. 

## Carrière
Après sa première année d'études supérieures, elle est employée par la Western Electric comme ingénieure adjointe. À l'époque, comme il n'existe pas de classification salariale pour les ingénieurs femmes, la société la classe comme assistante d'ingénieur et sa rémunération en est considérablement réduite. 
Esther Conwell est professeur de physique au Brooklyn College entre 1946 et 1951 puis elle travaille comme chercheur aux Laboratoires Bell, en 1951 et 1952, où elle étudie les effets des champs électriques élevés sur le transport d'électrons dans les semi-conducteurs avec William Shockley. Elle est ensuite employée chez Sylvania Electric Products qui sera racheté par les Laboratoires GTE Corp (1952-1972). Elle passe un an en tant que professeur invité à l'École normale supérieure en 1962 et un semestre au MIT en 1972. En 1972, elle rejoint le Xerox Wilson Research Center, où elle est chercheuse associée de 1981 à 1998. Elle y étudie le transport et les propriétés optiques des polymères dopés tels que ceux utilisés pour les photorécepteurs des copieurs. En 1990, Conwell est professeur auxiliaire à l'Université de Rochester tout en travaillant chez Xerox et directeur associé du NSF Center for Photoinduced Charge Transfer à l'Université de Rochester à partir de 1991. En 1998, elle rejoint la faculté de l'Université de Rochester en tant que professeur de chimie où elle se concentre sur le flux d'électrons à travers l'ADN. 
Conwell a obtenu quatre brevets, publié plus de 270 articles et plusieurs manuels au cours de sa carrière. Son manuel High Field Transport in Semiconductors est devenu le texte faisant autorité dans le domaine,. 
Le 16 novembre 2014, Conwell est accidentellement heurtée par la voiture de son voisin alors qu'il reculait. Emmenée à l'hôpital Strong Memorial, elle décède de ses blessures plusieurs heures plus tard. Elle avait 92 ans et poursuivait activement ses recherches. 

## Honneurs et récompenses
Conwell est nommée membre de l'IEEE en 1980 « pour ses contributions à la théorie des semi-conducteurs, en particulier le transport dans les champs électriques faibles et élevés ». Elle est également membre de l'American Physical Society. Elle est l'une des rares à avoir la triple appartenance à l'Académie nationale d'ingénierie des États-Unis, l'Académie nationale des sciences et l'Académie américaine des arts et des sciences (1992) et est la seule membre de l'Université de Rochester à y parvenir. 
Elle reçoit le prix d'excellence de la Society of Women Engineers en 1960 et un doctorat honorifique du Brooklyn College en 1992. 
En 1997, elle reçoit la médaille Edison de l'IEEE pour « contributions fondamentales à la théorie du transport dans les conducteurs semi-conducteurs et organiques, et leur application aux industries des semi-conducteurs, de la copie électronique et de l'impression ». Elle est la première femme à remporter ce prix. Parmi les autres lauréats notables figurent Alexander Graham Bell, Vannevar Bush et Michael Pupin,. 
En novembre 2002, le magazine Discover classe Conwell parmi les 50 femmes scientifiques les plus importantes de l'époque. 
En 2004, elle reçoit un Dreyfus Senior Faculty Mentor Award pour avoir servi de mentor de recherche aux étudiants de premier cycle. En 2006, l'Université de Rochester honore Conwell d'un Susan B. Anthony Lifetime Achievement Award pour ses efforts dans la défense et la promotion des femmes dans les sciences.  
Le prix ACS pour encourager les femmes à faire carrière dans les sciences chimiques lui est décerné en 2008,. 
En 2010, Conwell reçoit la médaille nationale des sciences du président Barack Obama, pour « ses vastes contributions à la compréhension du transport d'électrons dans les matériaux semi-conducteurs, qui ont contribué à permettre des applications commerciales de semi-conducteurs et d'appareils électroniques organiques, et d'avoir étendu son analyse à l'étude des propriétés électroniques de l'ADN,. » Elle est nommée par Mildred Dresselhaus, professeur de physique et de génie électrique au MIT et lauréat des médailles nationales des sciences. 

## Vie privée
Son fils, Lewis Rothberg, est professeur titulaire de physique, chimie physique et génie chimique à l'Université de Rochester ;  ses recherches portent sur l'électronique organique et la détection biomoléculaire utilisant l'énergie laser. 